# ۹ (میلادی)
۹ (میلادی)نهمین سال تقویم میلادی است.